# Вселенский собор (картина)
Вселенский собор — картина испанского художника Сальвадора Дали.

## Информация о картине
Картина представляет собой сложный комплекс  религиозных сцен. Картина находится в музее Сальвадора Дали, Сент-Питерсберг, штат Флорида.
Картина была закончена в 1960 году, работа над ней продлилась два года. Возможно, подстегнутый как смертью отца в 1950 году, так и интересом к трудам французского теолога Пьера Тейяра де Шардена, Дали начал включать религиозную иконографию в свои работы.

## Влияния
Картина представляет несколько идей Дали об искусстве и религии. Она во многом вдохновлена Диего Веласкесом и была завершена как раз к 300-летию со дня его смерти. Дали долгое время находился под влиянием Веласкеса и использовал образы из «Сдачи Бреды» (1634–35) в своей картине «Открытие Америки Христофором Колумбом», завершенной годом ранее. Как и Дали, Веласкес изобразил себя в своих «Менинах» (1656), в нижней левой части картины, смотрящим на зрителя с холстом и кистью. Арка (собор Святого Петра в Риме), под которой на картине парит Бог, и композиция троицы, основанная на «Страшном суде» Микеланджело (1537–41), являются отсылками к искусству эпохи Возрождения.